# Albrecht I van Anhalt
Albrecht I van Anhalt (overleden op 17 augustus 1316) was van 1290 tot 1316 vorst van Anhalt-Zerbst. Hij behoorde tot het huis Ascaniërs. 

## Levensloop
Hij was de oudste zoon van vorst Siegfried I van Anhalt-Zerbst en Catharina van Bjelbo, dochter van regent Birger Jarl van Zweden. Toen zijn vader rond het jaar 1290 aftrad als vorst van Anhalt-Zerbst om als monnik in het klooster te treden, begon Albrecht I het vorstendom te besturen, waartoe de steden Dessau en Köthen behoorden. In 1295 was hij ook het eerste lid van het huis Ascaniërs dat het kasteel van Köthen betrok.
In 1291 nam Albrecht I deel aan het beleg van het kasteel van Harly tegen hertog Hendrik I van Brunswijk-Grubenhagen uit het huis Welfen. Ook kon hij in 1293 samen met abt Koenraad van Nienburg en zijn neef, vorst Bernhard II van Anhalt-Bernburg, ervoor zorgen dat het Polabisch als hoftaal in zijn domeinen werd afgeschaft. In 1307 bemachtigde hij dan weer de stad Zerbst.
Nadat in 1308 Rooms-Duits koning Albrecht I van Habsburg werd vermoord, werd Albrecht I door zijn schoonbroer, markgraaf Waldemar van Brandenburg, voorgesteld om tot Rooms-Duits koning verkozen te worden. Dit mislukte echter en het was graaf Hendrik VII van Luxemburg die tot Rooms-Duits koning werd verkozen.

## Huwelijken en nakomelingen
Eerst huwde Albrecht I met Luitgard (1251 - na 1289), dochter van graaf Gerard I van Holstein-Itzehoe. Ze kregen twee zonen:
- Siegfried II (overleden tussen 1307 en 1316), werd kanunnik in Coswig
- Hendrik (overleden voor 1317), werd kanunnik in Coswig

Na de dood van zijn eerste vrouw hertrouwde hij in 1300 met Agnes (overleden in 1330), dochter van markgraaf Koenraad I van Brandenburg. Ze kregen volgende kinderen:
- Albrecht II (overleden in 1362), vorst van Anhalt-Zerbst
- Agnes (overleden in 1352), huwde voor 1324 met graaf Ulrich II van Lindau-Ruppin
- Waldemar I (overleden in 1368), vorst van Anhalt-Zerbst
- Judith, huwde voor 1337 met graaf Albrecht I van Regenstein
- Mathilde (overleden rond 1342), huwde in 1339 met vorst Bernhard III van Anhalt-Bernburg